# 12777 Manuel
12777 Manuel eller 1994 QA1 är en asteroid i huvudbältet som upptäcktes den 27 augusti 1994 av de båda italienska astronomerna Giovanni Zonaro och Plinio Antolini vid Pleiade-observatoriet i Verona. Den är uppkallad efter Manuel Antolini, son till en av upptäckarna.
Den tillhör asteroidgruppen Astraea.